# Afrosternophorus hirsti
Espèce
Synonymes
- Sternophorus hirsti Chamberlin, 1932

Afrosternophorus hirsti est une espèce de pseudoscorpions de la famille des Sternophoridae.

## Distribution
Cette espèce est endémique d'Australie. Elle se rencontre en Nouvelle-Galles du Sud et au Queensland.

## Description
Les mâles mesurent de 2,0 à 2,3 mm et les femelles de 1,8 à 2,9 mm.

## Systématique et taxinomie
Cette espèce a été décrite sous le protonyme Sternophorus hirsti par Chamberlin en 1932. Elle est placée dans le genre Afrosternophorus par Harvey en 1985.

## Étymologie
Cette espèce est nommée en l'honneur d'Arthur Stanley Hirst.

## Publication originale
- Chamberlin, 1932 : On some false scorpions of the superfamily Cheiridioidea (Arachnida - Chelonethida). Pan-Pacific Entomologist, vol. 8, p. 137-144 (texte intégral).